# Liste des sénateurs belges (législature 1919-1921)
Pour les articles homonymes, voir Liste des sénateurs belges.
Liste des sénateurs pour la législature 1919-21 en Belgique, à la suite des élections législatives par ordre alphabétique.

## Président
- Paul de Favereau

## Membres

### Élus
1. Octave Battaille (arr. Tournai-Ath) (+5.03.1920) remplacé par Wacrenier
2. Albert Bauwens (arr. Bruxelles; libéral)
3. chevalier Gaston Behaghel de Bueren (arr. Audenarde-Alost; catholique)
4. Ernest Bergmann (arr. Malines-Turnhout, libéral)
5. Vicomte Paul Berryer (arr. Liège; catholique)
6. Emile Billiet (arr. Roulers-Tielt)
7. Conrad Braun (arr. Bruxelles; catholique)
8. Édouard Brunard (arr. Nivelles; libéral)
9. Gustave Bruneel de la Warande (arr. Courtrai-Ypres)
10. Arthur Brijs (arr. Anvers; socialiste) (àpd. 16.05.1920[1]
11. Victor Carpentier (arr. Liège)
12. Henri Carton de Tournai (arr.Tournai-Ath; catholique)
13. baron Fredegand Cogels (arr.Anvers; catholique) (démission 10.3.1920) remplacé 30.3.1920 par Emmanuel De Meester
14. Charles Cools (arr. Malines-Turnhout) (jusque 22.10.1919)
15. Emile Coppieters (arr.Gand-Eeklo; socialiste)
16. Hercule Coullier de Mulder (arr. Termonde-Saint-Nicolas; libéral)
17. Georges Croquet (arr. Charleroi-Thuin; libéral)
18. Nicolaas Cupérus (arr.Anvers; libéral)
19. Auguste Dartevelle (arr. Namur-Dinant-Philippeville; libéral)
20. Camille De Bast (arr.Gand-Eeklo; libéral)
21. baron Auguste de Becker Remy, questeur (arr. Louvain)
22. Joseph De Blieck, questeur (arr. Audenarde-Alost; libéral)
23. comte Louis de Brouchoven de Bergeyck (arr. Termonde-Saint-Nicolas; catholique)
24. baron Albert d'Huart (arrts de Namur; catholique)
25. baron Edgar de Kerchove d'Ousselghem (arr. Gand-Eeklo; catholique)
26. Arthur Demerbe (arr. Mons-Soignies; libéral)
27. Victor De Meulemeester (arr. Bruxelles; socialiste)
28. baron David de Mévius (arrts de Namur; catholique)
29. baron Joseph de Moffarts (arrts du Luxembourg; catholique)
30. Antoine Depage (arr. Bruxelles; libéral)
31. Eugène Derbaix (arr. Charleroi-Thuin)
32. Georges de Ro (arr. Bruxelles) (+ 15.7.1921) remplacé 22.7.1921 par Ernest Delune
33. baron Louis de Sadeleer (arr.Audenarde-Alost)
34. baron Édouard Descamps (arr. Louvain; catholique)
35. Oscar de Séjournet (arr. Tournai-Ath)
36. vicomte Camille Desmaisières (arr. Hasselt-Tongres-Maaseik) (+ 14.1.1921) remplacé par le comte Georges Cornet d'Elzius de Peissant
37. baron Léon de Steenhault de Waerbeeck (arr. Bruxelles; catholique) (àpd 1.06.1920)
38. Émile Digneffe (arr. Liège; libéral)
39. Ghislain Dochen (arr. Huy-Waremme; libéral)
40. Maxime Dryon (arr. Charleroi-Thuin; libéral) (+ 5.03.1921) remplacé par François
41. Armand Du Bois (arr. Termonde-Saint-Nicolas; catholique)
42. Casimir Du Bost (arr. Bruxelles; catholique)
43. baron François du Four (arr. Malines-Turnhout; catholique)
44. Jules Dufrane (arr. Mons-Soignies; socialiste)
45. Écuyer Auguste Dumont de Chassart (arr. Nivelles; catholique) (+ 26.8.1921) remplacé par le baron Thierry Snoy et d'Oppuers
46. Alphonse Dumon de Menten de Horne (arr. Bruges; libéral)
47. Georges Dupret (arr. Bruxelles; catholique)
48. Louis François Joseph Empain (arr. Malines-Turnhout; catholique) (démission 28.9.1920) remplacé 6.10.1920 par Charles Lefebvre
49. Armand Fléchet (arr. Liège; libéral)
50. Pierre Focquet (arr. Namur-Dinant-Philippeville)
51. Louis Franck (arr. Liège)
52. baron Charles Gillès de Pélichy (arr.Roulers-Tielt)
53. Alexandre Halot (arr. Bruxelles)
54. Prosper Hanrez (arr . Bruxelles; libéral) (+22.8.1920) remplacé 28.9.1920 par Maurice Despret
55. Gabriël Hicguet (arrts de Namur; libéral)
56. Auguste Houzeau de Lehaie (arr. Charleroi-Thuin; socialiste)
57. Armand Hubert (arr.Mons-Soignies)
58. Georges Hubert (arr.Charleroi-Thuin; libéral)
59. Alphonse Huisman-van den Nest (arr. Bruxelles; libéral)
60. marquis Pierre Imperiali (arr. Huy-Waremme)
61. Julien Koch (arr. Anvers; catholique)
62. Henricus Lefèvre (arr. Gand-Eeklo) - remplacé[2] 4.5.1920 par Amand Casier de ter Beken
63. Albert Le Jeune (arr. Anvers)
64. Omer Lepreux (arr. Bruxelles; libéral)
65. Joseph Libbrecht (arr. Gand-Eeklo; catholique)
66. Armand Libioulle, secrétaire (arr. Charleroi-Thuin; socialiste)
67. Julien Liebaert (arr. Courtrai-Ypres)
68. Alfred Magis (arr. Liège; libéral) (+ 3.12.1921) remplacé par Joseph Remouchamps
69. Henri Mertens (nl) (arr. Termonde-Saint-Nicolas; catholique) (+ 3.11.1920) remplacé par Louis de Lausnay
70. baron Georges Meyers (nl) (arr. Hasselt-Tongres-Maaseik; catholique)
71. Fernand Mosselman (arr.Mons-Soignies)
72. Ernest Nolf (arr. Courtrai-Ypres)
73. Alfred Orban de Xivry, secrétaire (arrts. du Luxembourg)
74. Édouard Peltzer de Clermont (arr. Verviers; libéral)
75. Jacques Poelaert (arr. Bruxelles; libéral)
76. Ferdinand Portmans (arr. Hasselt-Tongres-Maaseik; catholique)
77. baron Albéric Ruzette[3] (arr. Bruges-catholique)
78. Jean-Baptiste Schinler (arr. Liège; socialiste)
79. Auguste Serruys (arr. Furnes-Dixmude-Ostende; libéral)
80. Herbert Speyer (arrts. du Luxembourg; libéral)
81. Frédéric Spyers (arr. Anvers; socialiste) (démission en 1920) remplacé par Frans Wittemans (nl)
82. Félix Struye (arr.Furnes-Dixmude-Ostende)
83. Gustave Swinnen (arr. Louvain; libéral) (+24.2.1920) remplacé par Victor Vanderkelen
84. Fernand Thiébaut (arr. Charleroi-Thuin; catholique)
85. comte Arnold t'Kint de Roodenbeke, vice-président (arr. Gand-Eeklo; catholique)
86. Cyrille Van den Bussche (arr.Roulers-Tielt; catholique)
87. Raymond Vande Venne (arr.Courtrai-Ypres; libéral)
88. baron Paul van Reynegom de Buzet (arr.Malines-Turnhout)
89. Emmanuel Van Wetter (arr.Audenarde-Alost; libéral)
90. Edgar Vercruysse (arr. Anvers)
91. Vincent Volckaert, questeur (arr. Mons-Soignies; socialiste)
92. Prosper Wielemans-Ceuppens (arr. Hasselt-Tongres-Maaseik; libéral)
93. Jean Wiser (arr. Liège; libéral)

### Provinciaux
1. Albert Asou
2. Joseph Berger
3. Albert Cappelle
4. Alfred Claeys-Boúúaert
5. Alfred Danhier
6. comte Ferdinand de Baillet-Latour, questeur
7. comte Charles de Broqueville
8. baron Paul de Favereau, président
9. chevalier Jean-Baptiste de Ghellinck d'Elseghem
10. baron Hermann della Faille d'Huysse
11. Emile Delannoy, secrétaire
12. Alberic de Pierpont Surmont de Volsberghe
13. baron Armand de Pitteurs Hiégaerts
14. chevalier Étienne de Vrière
15. le duc Robert d'Ursel
16. comte Eugène Goblet d'Alviella, vice-président
17. Léon Hiard (+ 1921) remplacé par Jules Bordet
18. MgrEugène Keesen
19. Henri La Fontaine, vice-président
20. Jules Lekeu
21. Arthur Ligy
22. Charles Magnette, secrétaire
23. Alphonse Ryckmans, secrétaire
24. Paul Vandenpeereboom
25. Auguste Van Ormelingen
26. Emile Vinck, questeur